# آییلارس
آییلارس (به اسپانیایی: Aguilares) شهری در کشور آرژانتین، ایالت توکومان است که در سال ۲۰۰۹ میلادی، حدود ۳۱٬۲۰۱ نفر جمعیت داشته است.